# كارل فلمنج
كارل فلمنج (بالإنجليزية: Karl Fleming)‏ هو صحفي أمريكي، ولد في 30 أغسطس 1927، وتوفي في 11 أغسطس 2012.